# Carex forrestii
Carex forrestii är en halvgräsart som beskrevs av Georg Kükenthal. Carex forrestii ingår i släktet starrar, och familjen halvgräs. Inga underarter finns listade i Catalogue of Life.